# 科尔多瓦皇家马厩

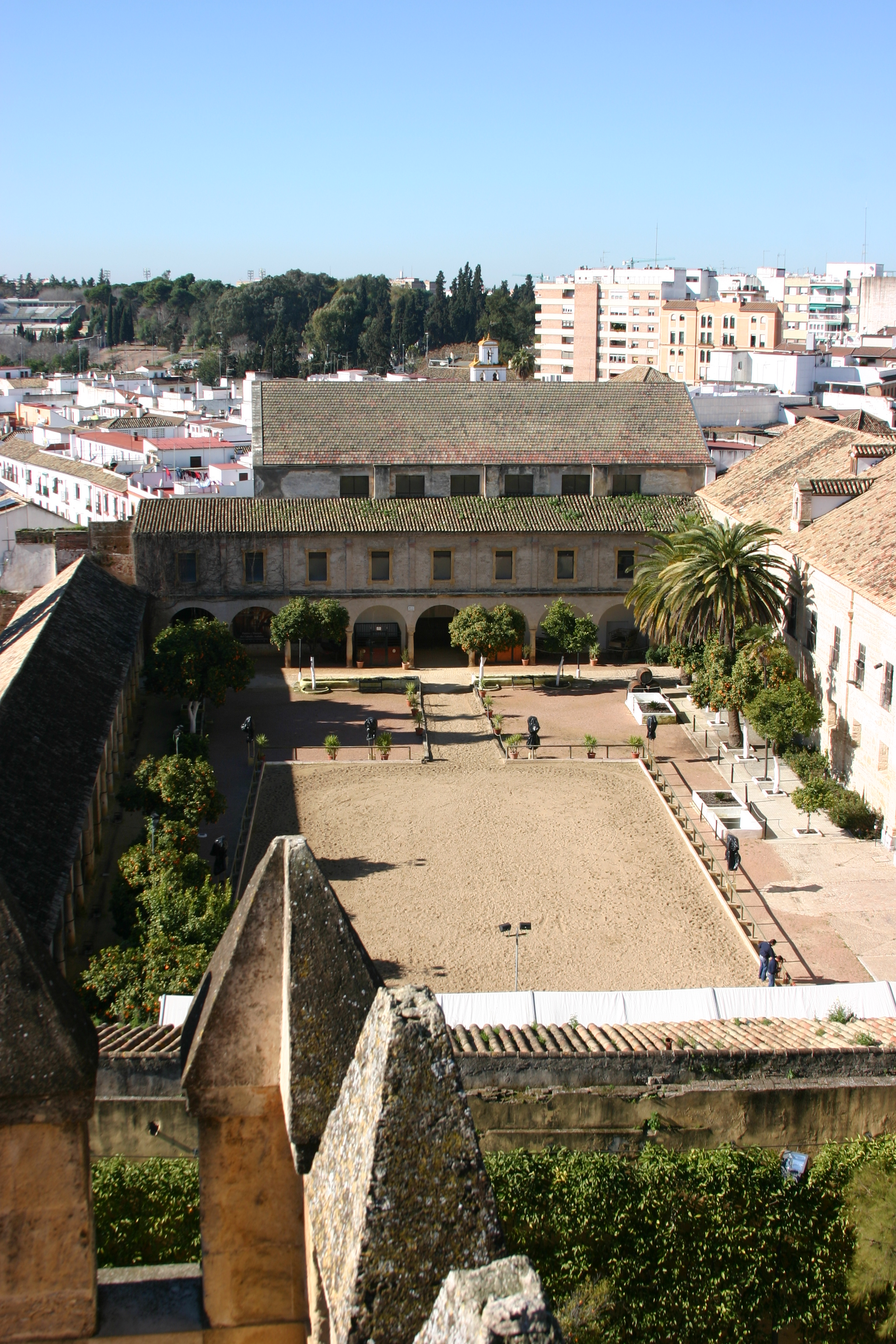

科尔多瓦皇家马厩（西班牙語：Caballerizas Reales）是西班牙科尔多瓦的一组马厩，位于科尔多瓦历史中心，滨临瓜达尔基维尔河。皇家马厩饲养着安达卢西亚马中最好的种马和母马。

## 历史
根据1567年11月28日腓力二世的皇家法令，创建了安达卢西亚马的正式标准，并在科尔多瓦建立了皇家马厩。国王委托第一代埃尔卡皮奥侯爵 Diego López de Haro y Sotomayor  在基督教君主城堡的部分遗址上建造马厩。“R”代表（“皇家”），“C”代表皇冠。皇家马厩的马匹上印有皇家印章。

## 建筑
建筑设计的特点是独特的军事风格，十字拱顶由砂岩柱支撑。该建筑设有永久性马术展示。